# Euploea lorquinii
Euploea lorquinii är en fjärilsart som beskrevs av Felder 1865. Euploea lorquinii ingår i släktet Euploea och familjen praktfjärilar. Inga underarter finns listade i Catalogue of Life.